# Manuel Henriques de Nazareth
Manuel Henriques de Nazareth (Quelimane, Moçambique, 10 de Maio de 1911 - Lisboa, 6 de Março de 2003) foi um médico, diplomata, professor universitário, político e dirigente desportivo português.

## Biografia

### Medicina
Licenciado em Medicina pela Faculdade de Medicina da Universidade de Lisboa, Especialista em Análises Clínicas no St. Georg Hospital em Hamburgo, Alemanha, onde viveu vários anos, até que, obrigado pelas circunstâncias da Segunda Guerra Mundial, teve de se ausentar para Copenhaga, Dinamarca, onde, por dominar o Alemão, exerceu durante algum tempo as funções de Cônsul de Portugal.
Depois, regressou a Portugal, onde leccionou e foi Professor Assistente da Faculdade de Medicina da Universidade de Lisboa, no Instituto Bacteriológico de Câmara Pestana, na Cadeira de Bacteriologia. Exerceu, ainda, funções de Chefe de Laboratório no Hospital de Santa Maria, no Serviço de Clínica Cirúrgica do Professor Raimundo dos Santos, e Director Clínico do Hospital Kobayashi, em Lisboa. Durante mais de 20 anos foi Médico Analista Privativo do Prof. Doutor António de Oliveira Salazar, até ao falecimento deste, a 27 de Julho de 1970.

### Política
Eleito Deputado para a Asssembleia Nacional durante a IX Legislatura, de 1965 a 1969, pelo Círculo Eleitoral de Moçambique, foi Vogal da Comissão Parlamentar de Trabalho, Previdência e Assistência Social. Durante os trabalhos da Assembleia Nacional preocupou-se, essencialmente, com as condições habitacionais das populações ultramarinas. Assim, em Janeiro de 1966, anunciou um aviso prévio sobre o problema habitacional das classes economicamente desfavorecidas nas Províncias do Ultramar Português e, dois meses depois, não só efectivou o referido aviso, como foi ele próprio a encerrar o debate em torno do mesmo. A propósito da questão da propriedade rural em Moçambique, anunciou, em 1967, um aviso prévio que, mais tarde, viria também a efectivar. No ano seguinte, em 1968, foi a problemática da difusão e defesa da Língua Portuguesa nessa Província Ultramarina que o levou a apresentar uma nota à Assembleia Nacional e, postriormente, em 1969, a efectivar a mesma em aviso prévio, tendo sido ele a concluir também o debate respectivo e a apresentar, ainda, uma moção relativa ao mesmo assunto. Disponível para debater o referido problema, não se limitou a aceitar uma emenda sugerida pelo Deputado Henrique Ferreira da Veiga de Macedo em Janeiro de 1969, como também a subscreveu, à semelhança doutros Deputados.

### Desporto
Foi admitido como Sócio do Sporting Clube de Portugal a 18 de Março de 1943, fez parte do respectivo Conselho Geral, do qual foi Membro Vitalício desde 1952, e foi distinguido como Sócio Grande Benemérito do Clube pelo seu empenho na construção do Estádio José Alvalade, inaugurado a 10 de Junho de 1956.
Foi Vice-Presidente para as Actividades Desportivas na Direcção de Joel Azevedo da Silva Pascoal, durante a Gerência de 19 de Março de 1962 a 10 de Maio de 1963, e foi também como Vice-Presidente, mas para as Relações Exteriores, que foi eleito, a 29 de Março de 1973, na lista liderada por Orlando Valadão Chagas, o qual, no dia seguinte, renunciaria ao cargo de Presidente, provocando uma crise institucional no Clube.
Assim, a 5 de Abril de 1973, assumiu interinamente a Presidência do Sporting Clube de Portugal, como seu 31.º Presidente, até que fosse encontrada uma solução para a crise, pois afirmou não desejar ser Presidente por lhe faltar capacidade e tempo para o desempenho do cargo. No entanto, assegurou a gerência do Clube durante cinco meses, até 6 de Setembro de 1973 e à subida à Presidência de João António dos Anjos Rocha, ocorrida no dia 7 de Setembro de 1973, defendendo intransigentemente as directrizes traçadas por Orlando Valadão Chagas, que passavam por uma gestão financeiramente equilibrada, numa altura em que os custos do futebol e do ecletismo disparavam para valores incomportáveis. Defendeu, também, o bom relacionamento com os clubes rivais e a resolução do conflito com o jogador Fernando Peres da Silva, afirmando não concordar com a Lei da Opção que vigorava na altura. Uma das primeiras medidas tomadas pela sua Direcção, foi o despedimento do treinador inglês Ronald "Ronnie" Allen, que foi substituído por Mário Goulart Lino, no qual afirmou confiar plenamente, e que levou a equipa de futebol do Sporting à conquista da Taça de Portugal referente à Temporada de 1972/1973, ocorrida durante o seu mandato.

### Casamento e descendência
Casou em Lisboa, Santa Isabel, a 28 de Junho de 1947 com Maria Ofélia Manrique (Lisboa, Anjos, 22 de Abril de 1910 - Lisboa, São Sebastião da Pedreira, 19 de Outubro de 1997), filha de Carlos Manrique e de sua mulher Maria Emília ..., da qual teve uma filha:
- Maria Lúcia Manrique de Nazareth (Lisboa, São Sebastião da Pedreira, 13 de Abril de 1951), casada primeira vez em Lisboa, Lumiar, a 4 de Dezembro de 1976 com José Daniel Carreira de Lencastre e Meneses (Lisboa, 30 de Outubro de 1953), Licenciado em Medicina pela Faculdade de Medicina da Universidade de Lisboa, Especialista em Angiologia e Cirurgia Vascular, filho de José Bruno de Lencastre e Meneses e de sua mulher Maria Ivone Carreira, divorciados e com um filho, e casada segunda vez civilmente em Lisboa a 31 de Outubro de 1992 com Pedro Maria Maltez Parreira Cortez (Lisboa, 12 de Março de 1958), Designer de Projectos, filho de João Diogo Peniz Parreira Cortez e de sua mulher Maria Cândida de Campos Penedo Correia Maltez e neto paterno de Leopoldo Peniz Parreira Cortez e de sua mulher Berta Cortez Bermeu de Lobão, e com um filho:[3]
  - Henrique de Nazareth de Lencastre e Meneses (Lisboa, São Sebastião da Pedreira, 17 de Agosto de 1978), casado com Diana Alvarinho d'Orey Gaivão, filha de Miguel Gomes de Amorim d'Orey Gaivão (Lisboa, 24 de Fevereiro de 1961), bisneto dum Alemão, trineto do Escritor Francisco Gomes de Amorim tio paterno do 1.º Barão de A-Ver-o-Mar, trineto dum Francês, pelo menos trineto dum Alemão e trineto dum Espanhol, e de sua mulher Maria Amélia do Espírito Santo Alvarinho, da qual teve um filha: 
    - Maria do Mar de Lencastre e Meneses d'Orey Gaivão (Cascais, União das Freguesias de Cascais e Estoril, Cascais, 17 de Julho de 2012)

  - Afonso Manuel de Nazareth Parreira Cortez (Lisboa, São Sebastião da Pedreira, a 3 de Outubro de 1995)

### Final de carreira
Não exerceu actividade política após a Revolução de 25 de Abril de 1974 e, no ano de 1999, já se encontrava reformado.